# Савицький Віктор Миколайович
Савицький Віктор Миколайович (25 квітня 1948 року) — український гідрохімік, кандидат хімічних наук, старший науковий співробітник, доцент Київського національного університету імені Тараса Шевченка.

## Біографія
Народився 25 квітня 1948 року в Калинівці, Вінницької області. Закінчив 1972 року хімічний факультет Київського університету зі спеціальності «хімік-неорганік». Навчався у 1967—1968 роках у Карловому університеті (Прага, Чехословаччина). У Київському університеті на географічному факультеті працює у 1974—1975 роках молодшим науковим співробітником, у 1975—1977 роках старшим інженером, у 1978—1999 роках старшим науковим співробітником науково-дослідної лабораторії гідроекології та гідрохімії, у 2000—2014 рр. — доцент кафедри гідрології та гідроекології, керує практикою студентів на Богуславському гідролого-гідрохімічному стаціонарі Київського університету. Кандидатська дисертація «Порівняльна характеристика амінотіо- і аміноселеноціанатних сполук деяких металів» захищена у 1976 році. Член редколегії наукового збірника «Гідрологія, гідрохімія і гідроекологія».

## Нагороди і відзнаки
Відзначений дипломами Мінвузу УРСР за наукові роботи, виконані за держбюджетною тематикою у 1983, 1987 роках.

## Наукові праці
Сфера наукової діяльності: дослідження хімічного складу та інших властивостей природних, природно-техногенних об'єктів довкілля, гідрохімічні дослідження і моніторинг поверхневих природних вод, вивчення стоку хімічних речовин з річковими водами, розробка і реалізація заходів, пов'язаних з утилізацією осадів стічних вод. Автор понад 100 наукових праць, 3 монографій у співавторстві, 5 навчальних і навчально-метод. публікацій, нормативно-технічних документів, авторських свідоцтв на винахід, патентів України. Основні праці:
1. Відходи виробництва і споживання та їх вплив на ґрунти і природні води: Навчальний посібник. — К., 2007 (у співавторстві).